# Ranglisten im Sport
Ranglisten werden im Sport eingesetzt, um die Leistung einzelner Sportler, Mannschaften oder Gruppen über einen festgelegten Zeitraum in eine Rangordnung zu bringen, beziehungsweise den oder die Besten zu ermitteln. Diese Ranglisten können z. B. Jahresranglisten oder Halbjahresranglisten sein, sie können sich aber auch über von den Sportverbänden festgelegte Zeiträume erstrecken. Beispiele für Ranglisten sind Medaillenspiegel, Weltranglisten und Ewige Tabellen.

## Rangkriterien
Um die Rangliste aufzustellen, werden die Teilnehmer anhand von Rangkriterien in eine Reihenfolge gebracht. Welche Rangkriterien zum Einsatz kommen und in welcher Reihenfolge sie angewendet werden, regelt die jeweilige Turnierordnung.

### Begegnungspunkte
Begegnungspunkte sind die Punkte, die für eine Begegnung als Ganzes vergeben werden. Sie sind üblicherweise ganze Zahlen im Bereich von 0 bis 3.
Beispiele:
- Beim Fußball gibt es 3 Punkte für einen Sieg, 1 Punkt für ein Unentschieden und 0 Punkte für eine Niederlage.
- Eine Schachmannschaft mit 8 Brettern erhält ab 4,5 Brettpunkten 2 Mannschaftspunkte, bei 4,0 Brettpunkten 1 Mannschaftspunkt, ansonsten 0 Mannschaftspunkte.[1]

### Einzelpunkte
Einzelpunkte ergeben sich aus einzelnen Begegnungen.
Beispiel:
- In einer Mannschaft der Schachbundesliga werden  pro Mannschaftsbegegnung 8 bzw. 6 Einzelbegegnungen gespielt. Für einen Einzelsieg gibt es 1 Punkt, für ein Unentschieden 0,5 Punkte und für einen Verlust 0 Punkte.[2]
- Im europäischen Fußball ergeben die erzielten Tore die Einzelpunkte, weitere Möglichkeiten für Einzelpunkte sind die Tordifferenz und die Auswärtstore.

### Gegnerpunkte
Gegnerpunkte sind die Begegnungs- oder Einzelpunkte, die die jeweiligen Gegner aus den Begegnungen erreicht haben. Die Annahme ist, dass es schwieriger ist, gegen gute Gegner Punkte zu holen als gegen schlechte Gegner, und dass die Gegnerstärke daher in die Bewertung einfließen soll.
Beispiel:
- In einem Turnier mit 5 Runden hat Spieler A gegen Gegner gespielt, die jeweils 0, 1, 0, 0, 0 Punkte erreicht haben. Spieler B hat gegen Gegner gespielt, die jeweils 3, 5, 4, 3, 2 Punkte erreicht haben. Es ist anzunehmen, dass Spieler B die stärkeren Gegner hatte.

### Gegnersiegpunkte
Gegnersiegpunkte sind die aufsummierten Begegnungs- oder Einzelpunkte, die die jeweiligen Gegner erreicht haben, entsprechend des Einzelergebnisses gewichtet. Dadurch fallen verlorene Begegnungen aus der Wertung heraus.

### Direkter Vergleich
Der direkte Vergleich bildet eine Rangfolge unter ansonsten gleichrangigen Spielern, indem ein Rangkriterium auf die Teilmenge der Spieler angewendet wird, die nach den vorhergehenden Rangkriterien ranggleich sind.

### Losverfahren
Das Losverfahren ist eine Notlösung, wenn die anderen Kriterien keine Rangfolge ermitteln können. Es ist unfair, da es die spielerischen Leistungen nicht berücksichtigt, kommt aber dafür stets zu einem Ergebnis.

### Geteilter Platz
Es wird auf weitere Feinwertung verzichtet, und alle gleichrangigen Teilnehmer bekommen den gleichen Rang zugesprochen.

## Beispiele für Ranglisten in konkreten Sportarten
Im Segelsport werden in Deutschland neben den genannten Ranglisten die Ranglisten der einzelnen Bootsklassen vom Meldeschluss einer Deutschen Meisterschaft im laufenden Jahr bis zum Meldeschluss der Meisterschaft im kommenden Jahr als so genannten Meisterschaftsranglisten aufgestellt.
Die Rangliste für deutsche Tischtennisspieler wird vom Deutschen Tischtennis-Bund DTTB herausgegeben. Bis Mitte der 1980er Jahre wurde sie manuell von einer Wertungskommission erstellt. Ab 1985 nutzte der DTTB im Herrenbereich ein Computerprogramm.
Rangliste (DDR-Fußball), Rangordnungen von Spielern in der DDR-Zeitschrift Die neue Fußballwoche (1949–1992)